# Churchill Barriers

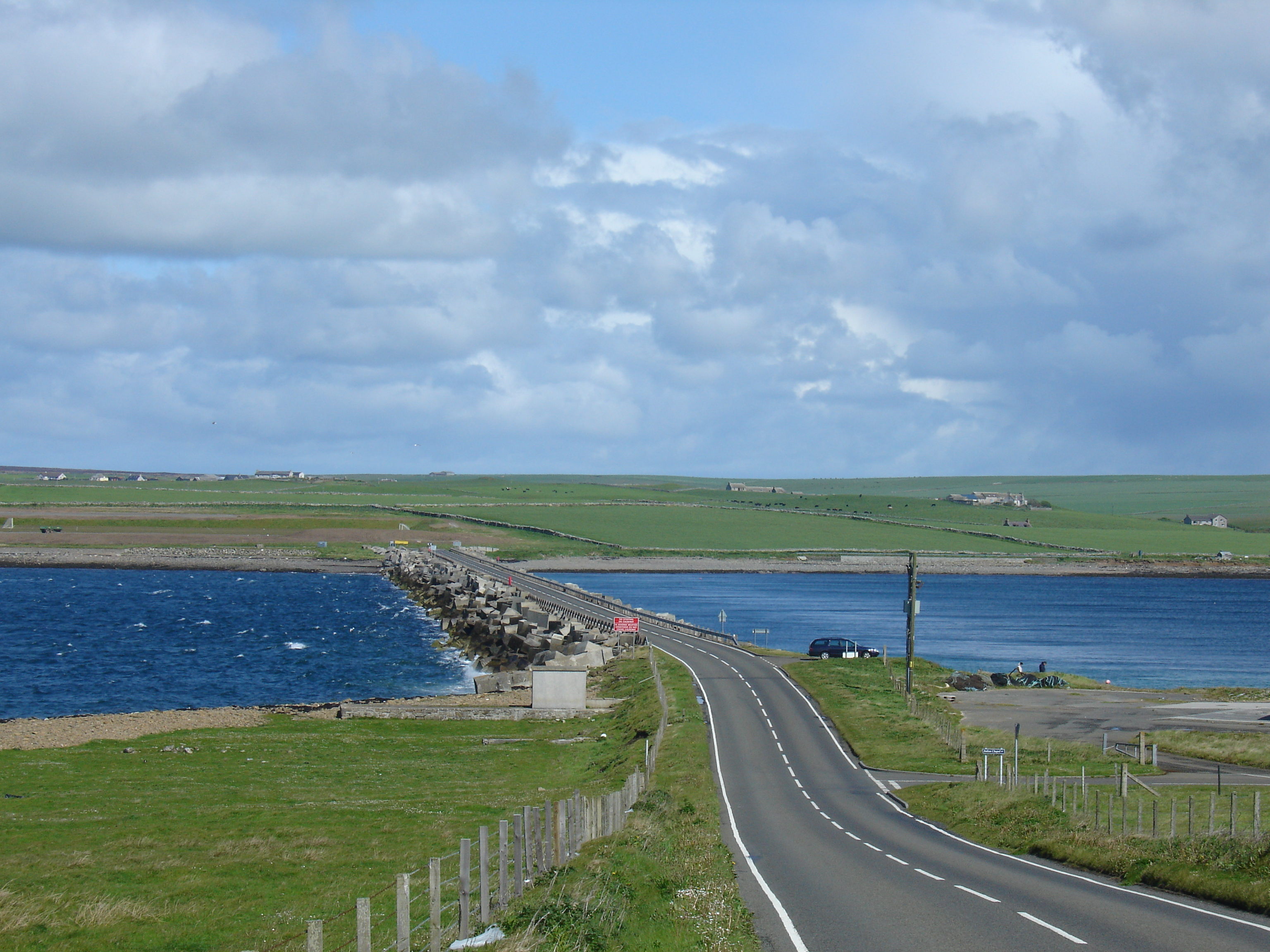
Churchill Barrier 1

Churchill Barriers (svenska: Churchillbarriären) är en fastlandsförbindelse mellan Mainland och Orkneyöarnas sydligaste ö South Ronaldsay, byggt av italienska krigsfångar under andra världskriget. Churchillbarriären byggdes på initiativ av Winston Churchill, därav namnet. Barriären öppnades officiellt 12 maj 1945.
Den officiella orsaken till att man byggde barriären var att förbättra kommunikationen mellan öarna. Krigsfångarna som blev satta för att bygga fastlandsförbindelsen menade att detta var ett försvarsverk för marinbasen i Scapa Flow, och således skulle det strida mot Genèvekonventionerna. 
De italienska krigsfångarna byggde även ett kapell på Lamb Holm, känt som Italian Chapel.